# Oxyurichthys lonchotus
Oxyurichthys lonchotus är en fiskart som först beskrevs av Jenkins, 1903.  Oxyurichthys lonchotus ingår i släktet Oxyurichthys och familjen smörbultsfiskar. Inga underarter finns listade i Catalogue of Life.